# Acheonus
Acheonus là một chi bọ cánh cứng trong họ 
Elateridae.
Chi này được miêu tả khoa học năm 1980 bởi Dolin.

## Các loài
Các loài trong chi này gồm:
- Acheonus abbreviatus Dolin in Dolin, Panfilov, Ponomarenko & Pritykina, 1980
- Acheonus gracilis Dolin in Dolin, Panfilov, Ponomarenko & Pritykina, 1980
- Acheonus minutissimus Dolin in Dolin, Panfilov, Ponomarenko & Pritykina, 1980